# Žlebe
Žlebe este o localitate din comuna Medvode, Slovenia, cu o populație de 470 de locuitori.